# Lacosamide
Il lacosamide (nome commerciale: Vimpat) è un farmaco del gruppo degli anticonvulsivanti e viene utilizzato per il trattamento delle crisi epilettiche. Chimicamente è la (R)-2-acetamido-N-benzil-3-metossipropionamide ed è un aminoacido funzionalizzato, poiché è un antipode ottico dell'aminoacido naturale L-serina. 
Questo medicinale può essere preso per via orale o endovenosa.

## Meccanismo d'azione
È appurato che la molecola non interagisce con alcuno dei canali del calcio noti (tipi N, L, P/Q e T), né con i recettori A del GABA, né con i canali del potassio. Agisce invece sulla corrente lenta del canale del sodio voltaggio-dipendente (inattivazione lenta; senza effetto sulla inattivazione veloce). In più, può interagire col sito di legame della glicina sul recettore ionotropico NMDA dell'acido glutammico, bloccandone la funzione a livello della subunità NR2B.

## Prove cliniche in corso
La lacosamide è sotto valutazione clinica come terapia aggiuntiva in pazienti con crisi parziali, con o senza generalizzazioni secondarie. Lo si sta provando anche nelle manifestazioni dolorose della neuropatia diabetica distale e nel dolore neuropatico refrattario cronico.
Se ne preconizzano delle prove anche nella profilassi dell'emicrania e della fibromialgia.

## Indicazioni
Lacosamide può essere usato per curare l'epilessia, sia come singolo farmaco che in combinazione con altri farmaci come per esempio la carbamazepina e il valproato.
Questo farmaco è sconsigliato a pazienti con problemi cardiaci, in quanto potrebbe causare dei peggioramenti.

## Effetti collaterali
Questo farmaco può causare i seguenti effetti collaterali:
- vertigine
- nausea
- cefalea
- visione doppia
- atassia
- pensieri di suicidio o morire
- tentativo di suicidio
- depressione
- ansia
- sensazione di agitazione
- attacchi di panico
- insonnia
- irritabilità
- aggressività, rabbia o violenza
- un aumento di attività estreme e di parlare (mania)
- altri cambiamenti insoliti nel comportamento o nell'umore
- febbre, respiro corto, ingiallimento della pelle e degli occhi

## Composizione
Principio attivo: lacosamide.
- Ingredienti contenuti nelle pastiglie:

biossido di silicio colloidale, crospovidone, idrossipropilcellulosa, lecitina, stearato di magnesio, cellulosa microcristallina, ipromellosio, glicole polietilenico, alcool polivinilico, talco, biossido di titanio.
- Ingredienti aggiuntivi contenuti nelle gocce: acqua depurata, sorbitolo soluzione, glicerina, glicole polietilenico, carbossimetilcellulosa sodica, acesulfame potassico, metilparaben, Carbossimetilcellulosa di sodio glicole, methylparaben, aromi.

Sono compresi i sapori naturali e artificiali, glicole propilenico, aspartame, e maltolo, acido citrico anidro e cloruro di sodio.
- Ingredienti aggiuntivi contenuti nelle iniezioni: cloruro di sodio, acqua per preparazioni iniettabili, acido cloridrico.